# Сенько, Павел Кононович
Па́вел Ко́нонович Сенько́ (1916, Семипалатинск — 2000, Санкт-Петербург) — советский учёный, исследователь Арктики и Антарктики.

## Биография
Родился 4 октября 1916 года в городе Семипалатинск Семипалатинской области. Отец, Конон Мартынович, работал агентом по заготовке скота. Мать, Елизавета Степановна, занималась воспитанием пятерых детей, из которых Павел был самым младшим.
В 1927 году семья переехала в Ленинград, где Павел был принят в знаменитую гимназию «Петришуле».
Окончив гимназию с отличием, в 1932 году поступил в Ленинградский государственный университет, который также с отличием окончил по специальности «геофизика» в 1938 году. Был распределен в Арктический институт Главсевморпути, работе в котором и посвятил всю свою дальнейшую жизнь.
В 1939 году откомандирован в Управление полярных станций Главсевморпути и отправился на зимовку на станцию Мыс Челюскин. Зимовка должна была продлиться два года, но началась война, и в результате Павел Сенько непрерывно проработал в Арктике 6 лет: до 1943 года — на Мысе Челюскин и потом, до осени 1945 года, на полярной станции Маточкин Шар на Новой Земле.
В конце 1945 года возвратился в Ленинград, в Арктический институт, а осенью 1946 года снова отправился в Арктику, где участвовал в высокоширотной экспедиции на борту ледокола «Северный полюс» (имевшей гриф «А-91»).
Первые послевоенные годы стали рубежными также и в личной жизни — он встретил свою будущую супругу Тамару Петровну Сенько (Орлову), ставшую матерью его троих детей.
В 1948 году в Арктике развернулись беспрецедентные по охвату научные исследования в рамках комплексной высокоширотной воздушной экспедиции (ВВЭ) «Север-2». На дрейфующих льдах было создано три базовых пункта наблюдений. Туда завозилось горючее для дозаправки самолётов, и оттуда производились вылеты в приполюсные районы для посадок, в том числе на дрейфующие льды с целью быстрого выполнения «прыгающими группами» полярников краткосрочных базовых комплексов гидрологических, метеорологических и магнитных наблюдений. Общее руководство было поручено М. М. Сомову, а астрономические работы (для вычисления точных координат) и магнитометрические наблюдения в одной из групп выполнялись Павлом Сенько.
23 апреля 1948 года в 16:44 московского времени их группа на самолёте И. И. Черевичного совершила посадку точно в точке географического Северного полюса. Так оказалось, что первыми на Северном полюсе побывала именно эта группа советских учёных — М. М. Сомов, П. К. Сенько, П. А. Гордиенко, М. Е. Острекин. Экспедиция была засекречена, поэтому официальное признание этого факта состоялось только почти через 40 лет, в том числе в виде соответствующей записи в Книге рекордов Гиннесса.
В 1949 году П. К. Сенько — снова в Арктике в составе «прыгающей» группы ВВЭ «Север-4». При взлёте с одной из точек наблюдений лётчик по ошибке перевёл ручку тяги в положение «реверс» (обратная тяга), и самолёт упал и загорелся. К счастью, все успели выпрыгнуть на лёд, но в машине остались материалы выполненных наблюдений. Спасая их, Павел Кононович ещё трижды забегал в горящий самолёт.
В 1950—1953 годах П. К. Сенько принял участие ещё в двух экспедициях в Арктику, в том числе в работах по подготовке зимовки руководимой М. М. Сомовым дрейфующей станции «Северный полюс-2». По заданию руководства он составил и издал ставшее на много лет базовым «Наставление по производству магнитных наблюдений на полярных станциях», а в 1954 году защитил кандидатскую диссертацию.
В 1955 году М. М. Сомову поручено возглавить первую Комплексную антарктическую экспедицию (КАЭ), и на должность начальника геофизического отряда им был рекомендован П. К. Сенько. 14 декабря 1955 года он на борту дизель-электрохода «Лена» отправился в свое первое антарктическое путешествие.
Вместе с М. М. Сомовым он участвовал в первом внутриконтинентальном походе для организации станции «Пионерская», а его работа там в тяжелейших условиях в качестве штурмана была впоследствии была особо выделена Сомовым в книге «На куполах Земли».
В Пятой Советской антарктической экспедиции (САЭ) руководил геофизическим отрядом на станции Мирный, в 9-й САЭ — работами зимовочного состава.
В 1965 году возглавил сектор антарктических исследований ААНИИ, которым потом руководил на протяжении многих лет. В ноябре 1966 года П. К. Сенько отправился в 12-ю САЭ в качестве начальника сезонной части: снабжение станций, организация походов санно-гусеничных поездов, в том числе научно-исследовательского похода по маршруту Молодёжная — Полюс недоступности — американская станция Плато — Новолазаревская протяжённостью 3411 км (самый длинный поход в истории исследования Антарктиды).

Могила П. К. Сенько на о. Буромского.

В 15-й САЭ П. К. Сенько работал также начальником сезонной части. Одной из главных задач, которые ему предстояло решить, был выбор места для новой антарктической станции «Ленинградская» (открыта 27 января 1970 года).
Последней полярной экспедицией Сенько стала 18-я САЭ, в которой он был начальником зимовочной части.
По возвращении и до выхода на пенсию в 1979 году продолжал работать в ААНИИ начальником сектора антарктических исследований в отделе географии полярных стран.
Умер 2 марта 2000 года в Санкт-Петербурге. Незадолго до смерти составил завещание, в котором просил руководство Российской антарктической экспедиции захоронить его прах в Антарктике, на кладбище на острове Буромского. Последняя воля учёного была исполнена 16 сентября 2001 года, его могила находится рядом с могилой первого капитана «Оби» И. А. Мана.

## Награды
Вклад П. К. Сенько в исследования Арктики и Антарктики отмечен следующими наградами:
- орден Ленина (06.12.1949),
- орден Октябрьской Революции (16.11.1970),
- орден Трудового Красного Знамени,
- орден «Знак Почёта» (23.06.1961),
- Медаль «За оборону Советского Заполярья» (05.12.1944) ,
- Медаль «За победу над Германией в Великой Отечественной войне 1941—1945 гг.» (09.05.1945)
- Медали СССР,
- Почётный работник Министерства морского флота СССР (25.05.1957),
- Почётный полярник (04.11.1947),
- Отличник Гидрометслужбы.

## Увековечивание памяти
Постановлением Правительства Российской Федерации от 19 декабря 2002 г. (№ 905) имя Сенько присвоено географическому объекту (координаты от 87°04′ с. ш. и 97° 00′ з. д. до 87° 45′ с. ш. и 101° 10′з. д.), расположенному в районе подводного хребта Ломоносова — «долина Сенько».
Постановлением Правительства Российской Федерации от 1 декабря 2004 г. № 706 имя П. К. Сенько присвоено вершине хребта Заварицкого (массив Вольтат Земли Королевы Мод) с координатами 71 25,2' ю. ш., 12 46,8' в. д. и абсолютной высотой 2049 м («Гора Сенько» 71°25′ ю. ш. 12°47′ в. д.).